# Thierry Cheleman
Thierry Cheleman, né en 1952, est un entrepreneur français, directeur des sports du groupe Canal + de 2014 à 2022. Il a été auparavant directeur de l'information de France Télévision, directeur de l'antenne et des programmes de France 2 et directeur des sports, du théâtre et du spectacle vivant de Direct 8.

## Biographie
Thierry Cheleman est diplômé de l'école de commerce Idrac en 1974 (promotion CSMM 1974). Cette même année, il débute au sein de la Bred-Banque Populaire en tant que gestionnaire de compte. En 1986, il rejoint Pierre Bellanger, alors patron de la radio libre La Voix du Lézard, qui crée le réseau Skyrock avec Filipacchi Media. Thierry Cheleman est directeur commercial et des opérations spéciales de Skyrock jusqu'en 1988. Il rejoint ensuite AB Productions où il occupe le poste de directeur du sponsoring pour les 22 heures de programmes hebdomadaires que le groupe fournit alors à TF1. 
En 1990, Thierry Cheleman intègre la filiale française de Saatchi & Saatchi dont le président, Didier Colmet-Dâage décide de créer un nouveau département. En tant que directeur du sponsoring TV, Thierry Cheleman est chargé du parrainage d'émissions sur les chaînes hertziennes et du câble, ainsi que des programmes courts. En 1991, il fonde avec Lucien Boyer, le directeur de clientèle de l'agence de publicité, la filiale Lifestyle Marketing Group (LMG), dédiée en conseil de marketing du sport. Ensemble, ils rachètent l'intégralité des parts en 1995 pour rester indépendants durant deux années. En 1998, la société est rachetée par Havas Advertising pour ensuite fusionner avec PB Sport Conseil, Jour J et Partenariat Innovation Media. Le nouvel ensemble est rebaptisé Havas Advertising Sport 6 en 1999. Thierry Cheleman en devient le directeur médias chargé des programmes courts et couvre les secteurs de la presse écrite, de la radio, de télévision puis des nouveaux médias. En 2005, ses fonctions sont étendues à la communication. À ce titre, il répond à une consultation de Yannick Bolloré, directeur des programmes de Direct 8, de la programmation du sport sur cette chaîne. En 2007, Thierry Cheleman est recruté par Bolloré Média pour mettre en œuvre la stratégie proposée. De 2007 à novembre 2012, en tant que directeur des sports de Direct 8, il organise notamment la programmation à l'antenne de matchs de football féminins. En 2010, ses responsabilité s'étendent à Direct Star après le rachat de Virgin 17 à Lagardère Active, mais aussi au spectacle vivant et au théâtre début 2012. En novembre 2012, il devient le directeur des sports de D8, après le rachat des chaînes de télévision de Bolloré Média par le groupe Canal+. En septembre 2015, Thierry Cheleman devient le directeur des sports du groupe Canal+, où il remplace Thierry Thuillier. 
Le 1er juillet 2022, Thierry Cheleman est remplacé par Thomas Sénécal au poste de directeur des sports du groupe Canal+ avant de travailler jusqu'à la fin de l'année sur des projets de partenariats sport au sein du groupe Vivendi.